# Powieść o Róży (manuskrypt Biblioteki Narodowej)

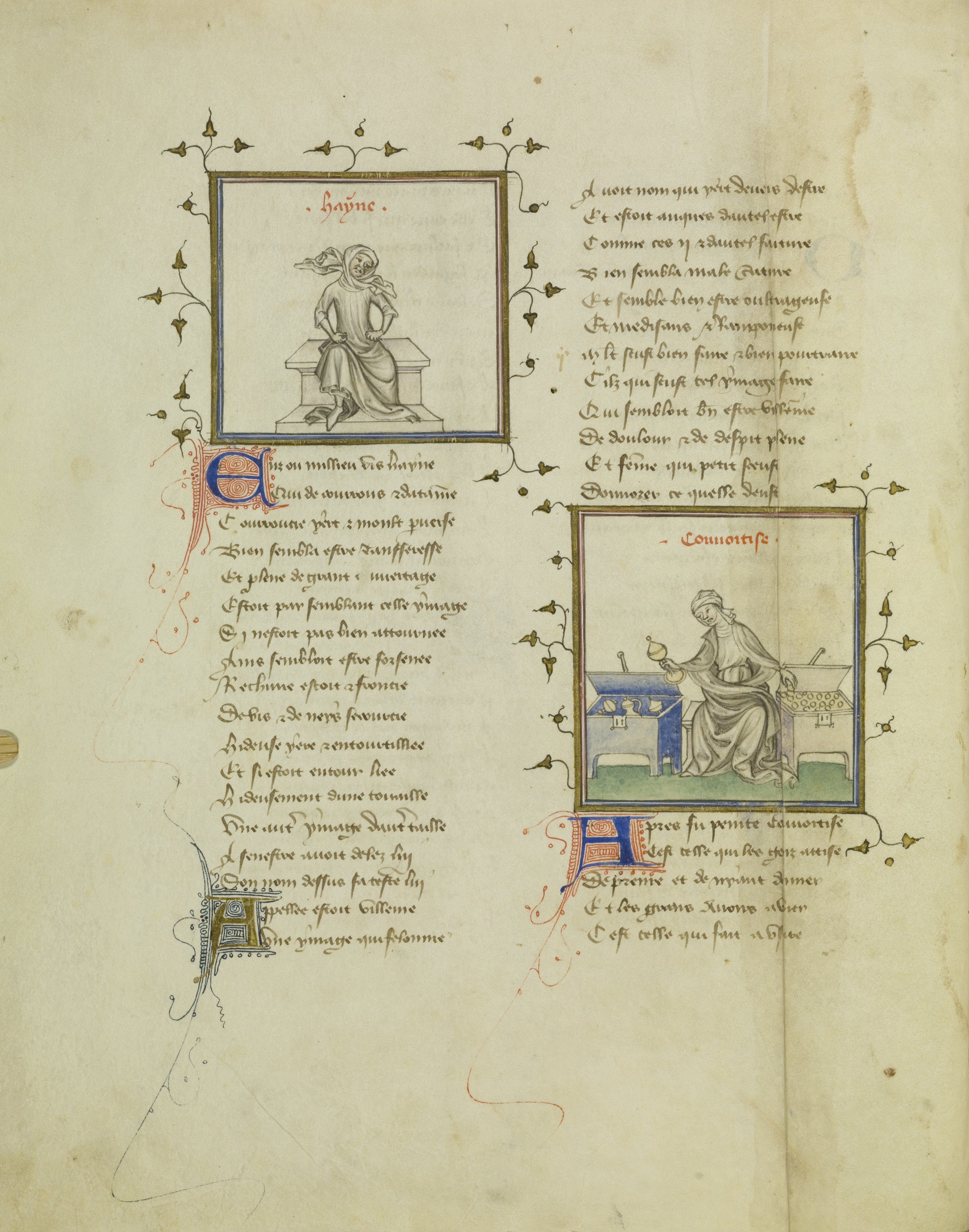
Karta 2v z miniaturami w tekście

Powieść o Róży (fr. Le Roman de la Rose) – średniowieczny manuskrypt, zawierający dzieło Opowieść o Róży, przechowywany w Bibliotece Narodowej w Warszawie.

## Historia
Manuskrypt powstał we Francji (być może w Paryżu) prawdopodobnie około 1385–1395. Na przełomie XV i XVI wieku należał do rodziny d’ Aumont de Guersnay. W pierwszej połowie XIX w. znajdował się w zbiorach Rozalii z Lubomirskich i Wacława Rzewuskiego w Sawraniu, skąd w 1832 został skonfiskowany i wywieziony do Petersburga, gdzie znajdował się w zbiorach Biblioteki Ermitażu i Cesarskiej Biblioteki Publicznej. Na mocy traktatu ryskiego z 1921 manuskrypt powrócił do Polski, a następnie trafił do zbiorów Biblioteki Narodowej. W 1939 został ewakuowany do Kanady, skąd wrócił w 1959. Od 2024 manuskrypt prezentowany jest na wystawie stałej w Pałacu Rzeczypospolitej.
W zbiorach polskich znajdują się trzy kopie Powieści o Róży, przy czym uznaje się, że egzemplarz Biblioteki Narodowej ma największe walory artystyczne. Egzemplarz nosi obecnie sygnaturę Rps 3760 III (dawniej  No 10., 5.2.52., Franc.Q.v.XIV.1., BN akc. 7526 ). 

## Opis
Iluminowany rękopis w języku francuskim został spisany na pergaminie. Składa się z 254 kart (+ II dodatkowe) o wymiarach 30×26 cm. Karty 252–253 są niezapisane. Skórzana oprawa pochodzi z XVIII lub początku XIX wieku.
Pierwsza część manuskryptu zawiera tekst Powieści o Róży. Dzieło to składa się z dwóch części – pierwszą część napisał Guillaume de Lorris, prawdopodobnie około 1225–1230, zaś drugą dopisał Jean de Meun w latach 1268–1282. Oprócz tego manuskrypt zawiera inne utwory Jeana de Meun: Rondo, Skarbiec i Testament.
Tekst Powieści ozdobiony jest 40 miniaturami wykonanymi przez tzw. Mistrza Polikratyka. 39 z nich ujętych jest w ramki ze złotych listew, włączonych w szerokość jednej kolumny tekstu. Wykonane są techniką rysunku piórem lawowanego atramentem i uzupełnione oszczędnymi akcentami barwnymi. Jedyna duża barwna miniatura, znajdująca się na karcie 1r, ma kompozycję dwudzielną, ujętą w ramy z kolumn i attyk z krenelażem i wieżyczkami. Karta ozdobiona jest ramką ze złotych i barwnych listew z wyrastającymi z nich stylizowanymi gałązki głogu ze złotymi listeczkami. W dolnych narożnych medalionach znajdują się groteskowe głowy, zaś na dolnym marginesie herb rodziny d’ Aumont de Guersnay.